# Lepidostoma latipenne
Lepidostoma latipenne är en nattsländeart som först beskrevs av Banks 1905.  Lepidostoma latipenne ingår i släktet Lepidostoma och familjen kantrörsnattsländor. Inga underarter finns listade i Catalogue of Life.